# Капранов Віктор Павлович
Віктор Павлович Капранов (1886, село Нікуліно Бронницького повіту Московської губернії, тепер 
Раменського міського округу Московської області, Російська Федерація — 16 квітня 1930, місто Москва, тепер Російська Федерація) — радянський профспілковий діяч, голова та відповідальний секретар ЦК Спілки робітників-шкіряників, голова 1-го міського районного комітету РКП(б) міста Самари. Член Центральної контрольної комісії РКП(б) у 1923—1924 роках. Член ВЦВК та ЦВК СРСР.

## Життєпис
Народився в селянській родині. Закінчив сільську трирічну початкову школу. З початку 1900-х років працював учнем шорника та шорником у Москві.
Учасник революційного руху з 1905 року, поширював нелегальну підпільну літературу, учасник похорону Баумана. Брав участь у Грудневому московському збройному повстанні 1905 року на Красній Пресні, входив до бойової робітничої дружини Замоскворіччя.
Член Партії соціалістів-революціонерів (ПСР) у 1906—1908 роках. Член РСДРП з 1908 року.
У 1907 році виїхав до міста Орла, а потім до Санкт-Петербурга, де працював шорником і виготовляв чемодани. Активно займався революційною діяльністю, був одним із керівників Санкт-Петербурзької професійної спілки робітників-шкіряників. Неодноразово заарештовувався поліцією, в 1910 році засуджений до адміністративного заслання під гласним наглядом поліції в Бронницький повіт Московської губернії. 
Після відбуття заслання вів партійну та профспілкову роботу в Тулі, Петрограді, Москві, Києві. У 1914 році заарештований за відкритий виступ проти імперіалістичної війни, втік з-під арешту.
У 1914—1915 роках — робітник Київського заводу «Арсенал»; один із керівників Київського Центрального бюро профспілок, член Київського комітету РСДРП. У 1915 році заарештований поліцією після провалу Київського комітету РСДРП та засуджений на вічне поселення в Єнісейській губернії. Після Лютневої революції в березні 1917 року був звільнений та амністований, переїхав до Петрограда.
У серпні 1917 року виїхав до Москви, де до травня 1918 року працював робітником-шорником шорної фабрики у Московській губернії. Одночасно активно працював у профспілках, керував Об'єднаною радою заводських комітетів шкіряних підприємств Москви.
У серпні 1917 року разом із групою більшовиків організував загальний страйк шкіряників Москви. З жовтня 1917 року був одним із організаторів Червоної гвардії в Дорогомиловському підрайоні Москви, членом об'єднаного штабу Червоної гвардії Московської спілки шкіряників. Учасник Жовтневого перевороту 1917 року в Москві, брав участь у вуличних боях з юнкерами.
З травня по червень 1918 року — на партійній та профспілковій роботі в місті Самарі. З червня по жовтень 1918 року (під час окупації Самари «білочеськими» легіонами) перебував на підпільному становищі в Самарі.
У 1918—1919 роках — секретар Самарської губернської Спілки робітників-шкіряників.
30 січня — березень 1919 року — голова 1-го міського районного комітету РКП(б) міста Самари.
До липня 1919 року — голова правління Самарського губернського шкіряного тресту «Шкіртрест».
У липні 1919 — листопаді 1921 року — секретар ЦК Всеросійської Спілки робітників-шкіряників у Москві.
У листопаді 1921 — 1924 року — голова ЦК Всеросійської Спілки робітників-шкіряників.
У 1924 — 16 квітня 1930 року — відповідальний секретар ЦК Всесоюзної Спілки робітників-шкіряників.
Помер 16 квітня 1930 року після тривалої і важкої хвороби в Москві. Похований у колумбарії Донського крематорію на Новому Донському цвинтарі Москви.
На честь Капранова було перейменовано Нижній Предтеченський провулок у Москві, названо Палац культури та техніки Ленінградського виробничого об'єднання «Скороход» (на останньому також було встановлено меморіальну дошку) та фабрику дитячого взуття.